# Lepanthes cochliops
Lepanthes cochliops là một loài thực vật có hoa trong họ Lan. Loài này được Luer & R.Vásquez mô tả khoa học đầu tiên năm 1991.